# Fräulein Mama
Fräulein Mama ist eine 1941 gedrehte, US-amerikanische Filmkomödie von Mitchell Leisen mit Marlene Dietrich und Fred MacMurray in den Hauptrollen.

## Handlung
Elizabeth „Liza“ Madden ist eine gefeierte und etwas exzentrische Broadway-Schauspielerin, ihre Welt wird von Glamour und Partys bestimmt. Doch sie geht auf die 40 zu, und in Liza erwacht der lange verschüttete Mutterinstinkt. Ein Mann für die notwendige Reproduktion ist jedoch nicht in Sicht. Eines Tages kommt sie mit einem von ihr in ihrem Apartmentkomplex verlassen aufgefundenen Baby nach Hause und überrascht damit ihre Freunde und Angestellten daheim in ihrer luxuriösen Wohnung. Obwohl es in ihre Lebensplanung eigentlich nicht hineinpasst, will Liza das winzige Würmchen unbedingt behalten und großziehen. Sie telefoniert mit dem bekannten Dr. Corey McBain, einem geschiedenen Kinderarzt, um das Kind gründlich untersuchen zu lassen und sich ganz nebenbei über grundlegende Fragen der Kinderaufzucht zu informieren. Der schockt Liza mit dem Satz, dass er Kinder eigentlich nicht ausstehen könne, das Baby ist jedoch Gott sei Dank kerngesund. Das „Fräulein Mama“ entwickelt rasch tiefe Zuneigung für den Winzling und gibt dem Jungen den Namen Corey – in Anlehnung an den konsultierten Doktor, der ihr als Mann gut gefällt. McBain, so erfährt Liza später, ist nur deshalb Kinderarzt geworden, weil er das Geld benötigt. Seine eigentliche Leidenschaft gehört der medizinischen Forschung.
Erwartungsgemäß wird Lizas „Inbesitznahme“ des herrenlosen Babys von der Polizei nicht geduldet, und so gerät die Schauspielerin nicht nur ordentlich in die Bredouille, sondern man will ihr natürlich das Kind sogleich wieder entziehen. Davon mal abgesehen kann Elizabeth Madden überhaupt nicht die Grundvoraussetzungen für eine eventuelle Adoption erfüllen: sie ist weder verheiratet noch vermögend. Also muss unbedingt ein Ehemann her! Und da, findet Liza, kommt doch nur einer infrage: Doc McBain. Der ist über diese merkwürdige Idee nicht einmal sonderlich schockiert. Vielmehr hat er eigene Pläne. Er will seine Kinderarztpraxis lieber heute als morgen aufgeben und sich fortan vollständig der Erforschung einer neuen Lungenheilmethode widmen. Und so geschieht es: Elizabeth Madden wird Mrs. Corey McBain, dem Namen nach. Denn mehr als ein Zweckbündnis der ungleichen Ehepartner ist nicht geplant. McBain übersiedelt in die angrenzende Wohnung, wo er sich anfänglich mit der Zucht von Kaninchen zu Versuchszwecken befasst.
Eines Tages erscheint bei den McBains ein Rechtsanwalt mit einem Ehepaar, die behaupten, die wahren Eltern des Kindes zu sein und sich schließlich bereit erklären, gegen einen hohen Geldbetrag Liza den kleinen Corey für immer zu überlassen. Doch Dr. McBain misstraut den beiden, da er sie für Betrüger hält, und kann als Mediziner deren Elternschaft widerlegen. Bald gibt es für das Paar etwas zu feiern: McBains Forschungen fanden nämlich vor einem prominenten Ärztekomitee große Akzeptanz. Man stellt ihm eine Stiftungssumme in Höhe von 8.000 Dollar zur Verfügung. Am nächsten Morgen stößt Liza in Coreys Wohnung auf Frances, die erste Gattin ihres Mannes, die in Coreys Ehebett liegt. Liza nimmt (fälschlicherweise) an, dass ihr Gatte sie betrogen haben muss. In einem Eifersuchtsanfall will sich Liza daraufhin von ihrem Ehemann trennen und löst ihr Broadway-Engagement, um ein anderes in Boston anzutreten. Baby Corey nimmt sie mit sich, obwohl er zuletzt unter hohem Fieber litt. Einige Tage später wird beim Kind eine ziemlich bedrohliche Mittelohrentzündung diagnostiziert. Als Dr. Corey McBain davon erfährt, fliegt er sofort nach Boston und führt an „seinem“ und Lizas Kind eine erfolgreiche Operation durch. Währenddessen steht Liza voller Furcht um ihr Kind auf der Bühne und schmettert ein wehmütiges Lied. An der Seite zur Bühne taucht Dr. Corey auf und signalisiert seiner Gattin, dass die Operation erfolgreich war und es Klein-Corey wieder gut geht. Die Aufführung ist zu Ende, und Liza und ihr Doktor fallen sich coram publico in die Arme.

## Produktionsnotizen
Der Film entstand zwischen dem 11. August und dem 24. Oktober 1941 und wurde am 12. Februar 1942 uraufgeführt. In Österreich lief The Lady is Willing am 6. Januar 1950 unter dem Titel Fräulein Mama an. Eine deutsche Premiere gab es lediglich im Fernsehen, am 2. Juli 2006.
Lionel Banks und Rudolph Sternad schufen die Filmbauten, Irene Marlene Dietrichs Kostüme. Morris Stoloff war musikalischer Leiter.
Es wird ein Lied gespielt: „I Find Love“, Musik und Text von Jack King und Gordon Clifford.

## Synchronisation
| Rolle                   | Darsteller       | Synchronsprecher |
| ----------------------- | ---------------- | ---------------- |
| Elizabeth „Liza“ Madden | Marlene Dietrich | Joseline Gassen  |
| Kenneth Hanline         | Stanley Ridges   | Lothar Blumhagen |
| Mary Lou                | Marietta Canty   | Regina Lemnitz   |
| Mrs. Cummings           | Elizabeth Risdon | Marianne Lutz    |

## Kritiken
Bosley Crowther schrieb in der New York Times: „Der Anblick, wie die grazile Marlene Dietrich ein Baby auf ihren absichtsvoll ins Bild gerückten Knien schaukelt und voller Mutterliebe gurrt, ist schon ein komischer Widerspruch in sich. Und tatsächlich könnte sich unter bestimmten Voraussetzungen aus dieser Situation ein herrlicher Schwank entwickeln. Aber hier (…) handelt es sich nur um ein Stück Schmierentheater von ziemlich empörendem Geschmack und auch nur um eine von mehreren ähnlich billigen Szenen, in denen ein kleines Kind dazu benutzt wird, einer langweiligen Geschichte auf die Sprünge zu helfen. Wie kommen eigentlich diese großen Geister auf den Gedanken, dass Glamour-Frauen manchmal vor Mutterliebe beben müssen? (…) Miss Dietrich kam als betont unmütterliche femme fatale ganz gut zurecht. Warum sollte sie ausgerechnet wegen eines Babys, das sie in der Eighth Avenue findet, sentimental werden? Warum sollte sie, die Frau in Samt und Seide, es mit in ihre Luxuswohnung schleppen und dann, um es zu adoptieren, eine Vernunftehe mit Fred MacMurray eingehen, einem höchst erfolgreichen Arzt, der sich besonders mit Pädiatrie beschäftigt? Die Antworten kennen wir, aber sie genügen uns nicht. Dasselbe gilt für die Art und Weise, wie die Geschichte erzählt wird. Wo Sensibilität und Einfachheit vonnöten wären, ist sie weinerlich und überladen. Und wo die romantische Affäre mit Delikatesse behandelt werden müsste, ist sie plump und lüstern. Marlene Dietrich gibt eine unglaubwürdige Mama; sie hat mehr Augen für die Kamera als für das Kind.“
Der Movie & Video Guide schrieb: „Annehmbare Komödie (…) Dramatisches Segment gegen Ende des Films verdirbt die muntere Stimmung.“
Halliwell’s Film Guide charakterisierte den Film wie folgt: „Langweilige Mixtur aus leichtgewichtigem Drama und schwerfälliger Komödie mit allen, die daran beteiligt sind, unbehaglich.“